# Edward Vickers
Edwards Vickers (1804 – 1897) è stato un imprenditore inglese, fu il fondatore della Naylor Vickers & Co. che divenne Vickers Limited.

## Biografia
Edward Vickers fu un mugnaio che investì il ricavato dell'attività nella nascente industria ferroviaria. Nel 1828 acquisì il controllo della fonderia d'acciaio del padrino, già Naylor & Sanderson, e la rinominò in Naylor Vickers & Co. Divenne Aldermanno e sindaco di Sheffiled (Mayor of Sheffield) e fu il primo presidente della Sheffield Chamber of Commerce prima di morire nel 1897.

### Famiglia
Nel 1828 sposò Anne Naylor, ebbero sette bambini, George Naylor (1830-1889), Thomas Edward (1833-1915), Sarah Ann (1836-1919), Albert (1838-1919), Frederick (1840-?), Gertrude L. (1845-?) e Isabel (1847-?).